# Junglecommando
Het Junglecommando (formeel bekend als het Nationaal Surinaams Bevrijdingsleger) was een guerrillabeweging in Suriname.
Medio jaren 1980 werd het Junglecommando opgericht door Ronnie Brunswijk en zes voormalige klasgenoten. Met Brunswijk aan de leiding voerde deze beweging vanaf 1986 een guerrilla tegen het Surinaamse leger onder leiding van Desi Bouterse, die bekend staat als de Binnenlandse Oorlog. Het Junglecommando beheerste toen een groot gebied in Oost-Suriname.